# Вале де Чалко
Вале де Чалко е град и община в щата Мексико, Мексико. Населението му е 396 157 жители (по данни от 2015 г.). Намира се в източните покрайнини на метрополиса Мексико Сити на 1250 м н.в. Името означава Долината на Чалко, чалко са били индианско племе живяло в района преди испанското нашествие в Мексико.